# 巴爾弗鎮區 (北達科他州麥克亨利縣)
巴爾弗鎮區（英語：Balfour Township）是位於美國北達科他州麥克亨利縣的一個鎮區。

## 地方資料
巴爾弗鎮區的面積為92.43平方千米，當中陸地面積為90.69平方千米，而水域面積為1.74平方千米。根據2020年美國人口普查的數據，當地共有人口30人，而人口密度為每平方千米0.32人。